# Jaroslav Skála (voják)
Jaroslav Skála (31. prosince 1894 Rokytno (okres Pardubice) – 2. května 1971 USA) byl československý legionář, letec, plukovník československé armády, odbojář.

## Život a působení
Začátkem 20. století žil v Rusku. Po vypuknutí 1. světové války vstoupil do ruské armády. Spolupodílel se na ustanovení československých legií v Rusku. V bitvě u Zborova byl velitelem 9. roty III. praporu 1. pluku československých legií. V Omsku absolvoval pilotní výcvik. V československých legiích velel letecké rotě. Po vzniku Československa sloužil v letectvu československé armády. V hodnosti majora sloužil u 1. leteckého pluku. Dne 31.12.1924 byl povýšen do hodnosti podplukovníka letectva. V roce 1927 podnikl dálkový let z Prahy do Tokia. Dne 30. 9. 1929 byl jmenován velitelem 2. leteckého pluku. Dne 1. 1. 1931 byl povýšen do hodnosti plukovníka letectva. Později (od 1. 1. 1934) velel letecké brigádě a v letech 1935 až 1939 (do 14. 3. 1939) byl velitelem letectva Zemského vojenského velitelství Bratislava. V době všeobecné mobilizace na podzim 1938 velel leteckým silám 3. armády. Během německé okupace Čech, Moravy a Slezska se zúčastnil domácího odboje, byl zatčen a do konce 2. světové války byl vězněn v koncentračním táboře v Dachau. Po osvobození Československa působil ve velitelských funkcích, dne 1. 7. 1947 odešel do výslužby a v únoru 1948 emigroval do USA.